# 秦鍾震
秦鍾震（1567年—17世紀），字伯起，號耻罍，福建泉州府晉江縣人，明朝政治人物。

## 生平
秦鍾震是萬曆三十一年（1603年）福建鄉試舉人，三十八歲聯捷萬曆三十二年（1604年）甲辰科進士，先在兵部觀政，後獲授南京刑部主事，陞任郎中，不久因目疾養病回鄉。他博覽群書，文章清逸流麗，有才子之稱，在家鄉歌詠自娛，八十多歲才去世，著有《樗吟》流傳。

## 家族
曾祖秦煒；祖父秦廷帷；父秦舜翰，隆慶二年進士。

## 引用
1. 1 2 3  道光《晉江縣志·卷五十六·人物志》：秦鍾震，字伯起。萬厯甲辰聯第進士。博極群書，工古文謫，清逸流麗，有才子之目。歷官知府，以目疾歸，歌詠自娛。性狷介，少而喜排諧譏諷，才藻橫溢，聞者絕倒。卒年八十餘。著有《樗吟》。亦多成於游戲。
2. ↑  道光《晉江縣志·卷三十一·選舉志》：明鄉舉……萬厯三十一年癸卯科解元林欲楫榜……秦鍾震　舜翰子。府學。甲辰進士。
3. ↑  道光《晉江縣志·卷三十·選舉志》：明進士……萬厯三十二年甲辰楊守勤榜……秦鍾震　舜翰子。傳見文苑。
4. ↑  《萬曆三十二年甲辰科進士登科録》：秦鍾震 貫福建泉州衛官籍，泉州府學生。治易经，字伯起，行一，年三十八，六月初十日生。曾祖煒，祖廷帷幄，父舜翰按察司副使；前母曾氏；母莊氏，繼母李氏。慈侍下。兄金（正千户）、鍾勳（户科）、弟鍾粤、鍾峩、鍾吴、鍾鯤、鍾鼎、鍾薛、鍾暹。娶周氏，繼娶黏氏。福建鄉試第十二名，會試第八十七名。
5. ↑  《萬曆三十二年甲辰科進士三代履歷便覽》：秦鍾震，曾祖□【煒】；祖□【廷帷】；父舜翰，□，歷副使。耻罍，易五，丁丑六月初十日生，晉江縣人，□【癸卯】十二，會八十七，二甲八名，兵部政，授南刑部主事，升郎中，己酉養病，辛亥京察。
6. ↑  《古今圖書集成·理學彙編·文學典·卷一百十五·文學名家列傳一百三》：秦鍾震 按《福建通志》：「鍾震，字伯起，晉江人。萬曆丁未進士。博極群書，工古文詞，清逸流麗，有才子之目。官知府，以目疾歸，歌詠自娛，嘗於山水絲竹間，矢口成篇，既盲，猶作草書，問字者屨滿。或時與人賭墅，不差尺寸。世咸奇之。卒年八十餘。」